# Carbonara Scrivia
Carbonara Scrivia (piemontiul: Carbunera) település Olaszországban, Piemont régióban, Alessandria megyében. Lakosainak száma 1128 fő (2023. január 1.). Carbonara Scrivia Spineto Scrivia, Tortona és Villaromagnano községekkel határos.

## Népesség
A település népességének változása:
| Lakosok száma | 1130 | 1133 | 1128 |
|               | 2017 | 2018 | 2023 |